# Academia Central de Artes Nacionais
A Academia Central de Artes Nacionais (chinês simplificado: 中央国术馆; chinês tradicional: 中央國術館; pinyin: zhōng yāng guó shù guǎn; literalmente: "Academia Central de Artes Marciais"), idealizada pelo General Zhang Zhijiang (1882–1966), foi a primeira organização oficial da China a controlar os esportes e artes nacionais. Ela foi inaugurada em março de 1928, em Nanquim, e em outubro do mesmo ano realizou a primeira edição dos Exames Nacionais de Guoshu (chinês tradicional: 國術; chinês simplificado: 國术; "artes nacionais"), que visava a seleção de instrutores a serem contratados. Em 1948, a Academia foi fechada em definitivo, em virtude da revolução comunista e da subsequente reestruturação das políticas estatais para o esporte.

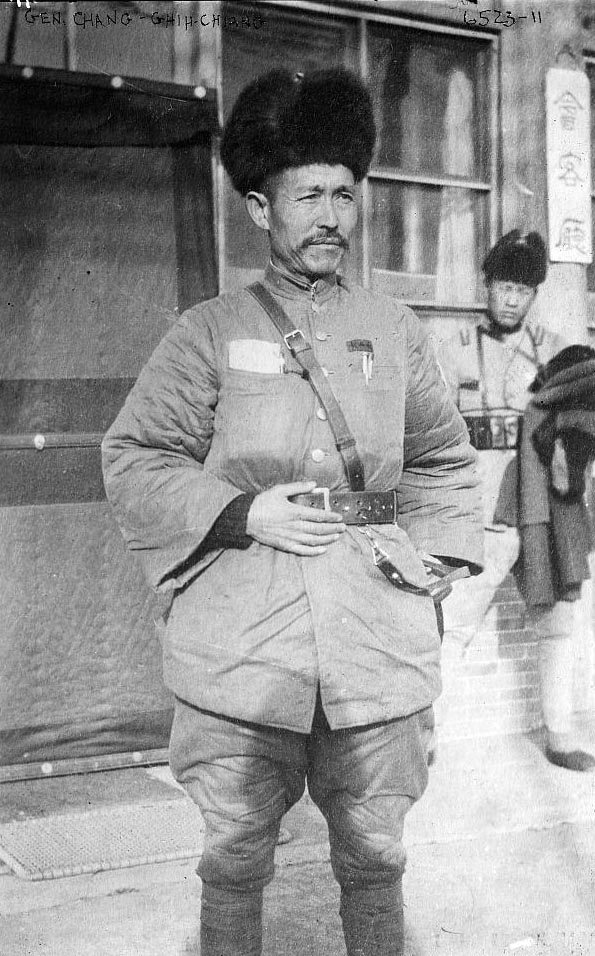
General Zhang Zhijiang (1882–1966). Idealizador da Academia Central de Artes Nacionais.

## O Conceito de Guoshu (國術/國术) ou "Kuoshu"
No final da Dinastia Qing foi iniciado um processo de renovação da "educação física" (tiyu, 體育) na China, com vistas ao fortalecimento físico da população e militar do país. A partir da década de 1910, já no contexto da Revolução de Xinhai, as artes marciais assumiram lugar de destaque como esporte tipicamente nacional, despertando uma ideologia patriótica e anti-Qing. Neste contexto, foram criadas diversas instituições de promoção das artes marciais, até então nomeadas genericamente pelo termo wuyi (武藝). Foi o caso, entre elas, da Associação Atlética Jingwu (Jingwu Tiyu Hui).
Entre as décadas de 1920 e 1940, o programa de artes marciais de instituições como a Associação Atlética Jingwu inspirou o Partido Nacionalista, então hegemônico no poder, a utilizar o ensino de artes marciais em massa, fomentando o patriotismo, difundindo a sua ideologia e promovendo a saúde. O projeto teve origem no exército e a própria Academia Central de Artes Nacionais foi idealizada pelo General Zhang Zhijiang. O programa do Guoshu também foi utilizado para a preparação de soldados do Exército Nacionalista, no contexto da Guerra Civil e da Segunda Guerra Sino-Japonesa.
No início do século XX, estava em evidência, na China, um conjunto de propostas reformistas e "modernizadoras" do país. Destacava-se, neste contexto, por exemplo, o Movimento da Nova Cultura (新文化运动, Xīn Wénhuà Yùndòng). As artes marciais, na época, eram estigmatizadas tanto pelos grupos "modernistas" (defensores dos valores e das tecnologias do Ocidente como modelos para a China) quanto por aqueles que defendiam as práticas e crenças tradicionais da China Imperial. O seu estigma estava fortemente associado ao fracasso da Rebelião dos Boxers. A Associação Jingwu e, posteriormente, a Academia Central de Artes Nacionais buscavam renovar as artes marciais; preservando, por um lado, a sua tradição e, por outro, reinventando-a nas suas formas de treinamento, registro e organização.
O Guoshu não se resumia às artes marciais, mas envolvia outros esportes nativos da China, como o "tiro com arco" (she jian, 射箭), o "jogo de peteca" (jian zi, 毽子) e outros. Em relação às artes marciais (zhongguo wushu, 中國武術, ou desde então guoshu/kuoshu), o seu princípio fundamental era o ecletismo técnico, resumido numa fórmula presente desde a Associação Jingwu: "gejia quanfa jian er xizhi" (各家拳法见而习之): "observar e praticar todos os estilos de artes marciais". Além do ecletismo técnico, a aplicabilidade das técnicas e das rotinas em combates reais é outra característica importante do Guoshu, e um dos seus legados ao modo "tradicional" de treinamento das artes marciais chinesas na atualidade.

## Cronologia
- 1927 - Mudança do nome oficial das artes marciais chinesas, antes denominadas wuyi (武藝), para guoshu (國术);[9]
- Março de 1928 - inauguração dos quartéis-generais da Academia Central de Artes Nacionais, em Nanquim, então capital da República;[9]
- Outubro de 1928 - Primeira edição dos Exames Nacionais de Guoshu no Estádio Central de Nanquim;[2]
- 1929 - Publicação do livro Esboço da Organização da Academia Central de Artes Nacionais (Zhongyang guoshu zuzhi dagang), de Tang Hao (c. 1897–1959);[12]
- Maio de 1930 - Visita de estudos de uma comitiva da Academia ao Japão para intercâmbios com o Budo;[13]
- 1933 - Inauguração do Colégio Especializado em Esportes da Academia Central de Artes Nacionais de Nanquim (Nanjing guo li guoshu ti yu shi fan zhuan ke xue xiao), onde se ensinavam e praticavam outros esportes, inclusive ocidentais, como basquete, futebol, natação e outros;[14]
- 1933 - Viagens de comitiva da Academia para divulgação do Guoshu em diversas cidades chinesas e para abertura de filiais, tais como as das seguintes cidades: Fuzhou, Zhangzhou, Xiamen, Hong Kong, Guanzhou, Nanning, Wuzhou, Liuzhou e Guilin;[14]
- Outubro de 1933 - Segunda edição dos Exames Nacionais de Guoshu no Estádio Central de Nanquim;[15]O massacre japonês em Nanquim é dos episódios mais dramáticos da Segunda Guerra Sino-japonesa. Por conta dele, a Academia Central de Artes Nacionais teve que buscar outra sede a partir de 1937.

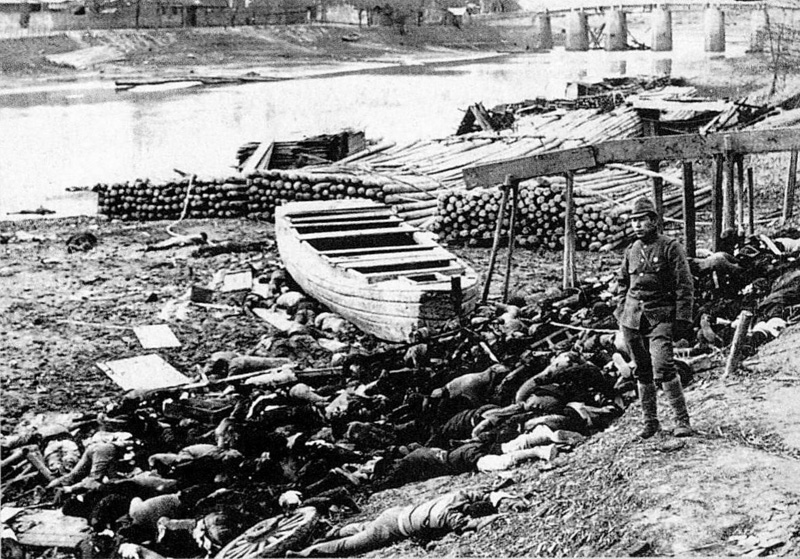
O massacre japonês em Nanquim é dos episódios mais dramáticos da Segunda Guerra Sino-japonesa. Por conta dele, a Academia Central de Artes Nacionais teve que buscar outra sede a partir de 1937.

- 1934 - Proibição da admissão feminina na Academia;[15]
- 1935 - Visita de uma comitiva da Academia aos EUA e a diversos países da Europa para estudar os seus modelos de educação física;[14]
- Outubro de 1935 - Realização dos Jogos Nacionais de Guoshu no estádio de Xangai;[15]
- Janeiro de 1936 - Excursões para demonstração de Guoshu no exterior, como em Singapura, Kuala Lumpur, Penang e Manila;[13]
- 1936 - Demonstrações de Delegação Olímpica de Guoshu da Academia nos Jogos Olímpicos de Berlim e exibições em outras cidades alemãs, como Hamburgo, Frankfurt e Munique;[16]
- 1937 - Bombardeio e invasão japonesa de Nanquim pelos japoneses no contexto da Segunda Guerra Sino-japonesa;[17]
- 1937–1945 - Em função da guerra, mudanças frequentes das sedes da Academia para localidades como Changsha, Kunming e Chongqing até estabelecer-se, em definitivo, em Tianjin, no ano de 1945;[17]
- 1945–1948 - Depois de um período de dificuldades administrativas, foi fechada em definitivo quando o Partido Comunista chegou ao Poder, em 1948.[17]